# François Pierdon
François Pierdon (1821-1904) est un artiste peintre, dessinateur et graveur français.

## Biographie
Il naît François Pierredon le 14 août 1821 à Saint-Gérand-le-Puy dans l'Allier,.
Formé à l'école communale de dessin de Moulins, par l'imprimeur Pierre-Antoine Desrosiers, puis à Londres, où il apprend les techniques de gravure, il expose au Salon à partir de 1853, d'abord des estampes, puis, irrégulièrement, de 1857 à 1897. Il se spécialise très tôt dans la gravures sur bois et l'eau-forte.

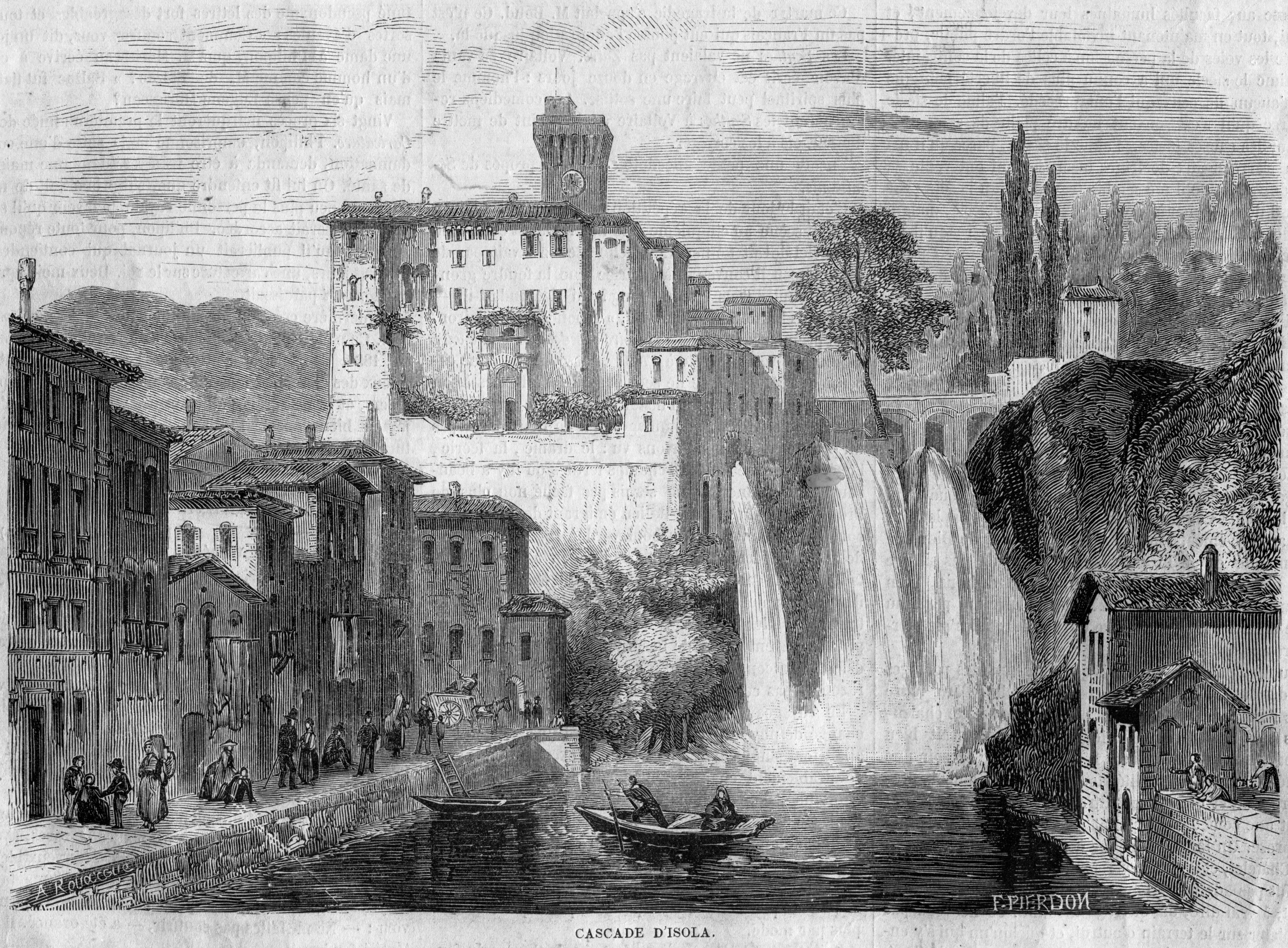
Cascade d'Isola del Liri, bois d'après Adolphe Rouargue pour L'Illustration (février 1862).

Au début des années 1850, il est l'un des graveurs attitrés de Gustave Doré pour des ouvrages que celui-ci illustre, notamment pour l'éditeur Jules Hetzel (1862). Il est également le graveur d'ouvrages illustrés d'Alexandre Dumas, et collaborateur à des périodiques comme L'Illustration et Le Tour du monde, lesquels, sous le Second Empire consomment un grand nombre de travaux xylographiques.
Sans délaisser la gravure qui est son gagne-pain, il fréquente l'école de peinture fondée par Hector Hanoteau à Cercy-la-Tour et commence à produire de nombreux paysages, dessins et aquarelles représentant la région. Il envoie au Salon sa première peinture en 1864. Avec Hannoteau et d'autres, il forme une association d'artistes nivernais vivants à Paris et fait partie de l'« École de Briet ».
Durant la Guerre franco-prussienne, il immortalise en de nombreuses eaux-fortes les combats, les occupants ainsi que la ville de Saint-Cloud détruite. Il produit pour L'Illustration nouvelle publiée par Alfred Cadart sept eaux-fortes originales, ainsi qu'au Paris à l'eau-forte.
Au début des années 1870, il s'associe avec le photographe Jean-Modeste Fauchaut (1815-1885) pour fonder un atelier de photographie à Boulogne-Billancourt, mais en février 1874 l'affaire fait faillite.
Durant les années 1880 et 1890, il ne produit plus que des paysages du Bourbonnais qu'il expose parfois.
Il meurt le 18 avril 1904 à Paris 15e,.